# Кольвенбах, Петер Ханс
Петер Ханс Кольвенбах (нидерл. Peter Hans Kolvenbach, 30 ноября 1928[…], Дрютен, Гелдерланд — 26 ноября 2016[…], Бейрут) — генерал Общества Иисуса (иезуиты), двадцать девятый по счёту глава ордена и одиннадцатый после его восстановления в 1814 году.

## Биография
Родился в посёлке Дрютен рядом с Неймегеном (Нидерланды). Вступил в новициат иезуитов в 1948 году. Изучал философию и лингвистику в Неймегене, затем был послан в Ливан, где получил докторскую степень по теологии в иезуитском университете Святого Иосифа в Бейруте. В 1961 году рукоположён в католические священники армянского обряда (о. Кольвенбах имеет армянские корни).
Последующие два десятилетия занимался преподавательской деятельностью в Гааге, Париже и Бейруте, преподавал лингвистику и армянский язык. Стал профессором лингвистики университета Святого Иосифа. В 1981 году назначен ректором Папского восточного института.
В 1981 году генерал ордена Педро Аррупе подал в отставку по причине тяжёлого инсульта. Папа Иоанн Павел II назначил священника Паоло Децца временно исполняющим обязанности главы иезуитов, что вызвало в ордене множество протестов, как недопустимое вмешательство во внутренние дела Общества. В 1983 году была созвана Генеральная Конгрегация Общества Иисуса, на которой была принята отставка Педро Аррупе, а новым главой ордена избран Петер Ханс Кольвенбах.
2 февраля 2006 года о. Кольвенбах уведомил членов Общества Иисуса, что с согласия папы Бенедикта XVI подаст в отставку в 2008 году, когда ему исполнится 80 лет. Он исполнил данное намерение, таким образом он и его предшественник — единственные генералы иезуитов, которые не находились на своём посту до смерти.
35 Генеральная конгрегация Общества в январе 2008 года приняла отставку Петера Ханса Кольвенбаха и выбрала его преемником Адольфо Николаса.